# بوئینگ بی-۵۲ استراتوفورترس
بوئینگ بی-۵۲ استراتوفورترس (به انگلیسی: Boeing B-52 Stratofortress) یک هواپیمای ساب‌سونیک و بمب‌افکن راهبردی برد بلند آمریکایی است. بی-۵۲ توسط بوئینگ طراحی و ساخته شده است که همچنان پشتیبانی و ارتقاهای لازم را ارائه می‌دهد. این بمب‌افکن از دههٔ ۱۹۵۰ تاکنون توسط نیروی هوایی ایالات متحده آمریکا و برای نزدیک به ۵۰ سال توسط ناسا به کار گرفته شده است. این بمب‌افکن می‌تواند تا ۷۰٬۰۰۰ پوند (۳۲٬۰۰۰ کیلوگرم) سلاح حمل کند و دارای بُرد جنگی معمولی حدود ۸٬۸۰۰ مایل (۱۴٬۲۰۰ کیلومتر) بدون سوخت‌گیری هوایی است.
طراحی بی-۵۲ در ژوئن ۱۹۴۶ انجام شد و از هواپیمایی با بال راست و شش موتور توربوپراپ به نمونهٔ اولیه وای‌بی-۵۲ با هشت موتور توربوجت و بال خمیده تبدیل شد. پرواز اولیهٔ بی-۵۲ در آوریل ۱۹۵۲ انجام شد. این هواپیما از ۱۹۵۵ در خدمت نیروی هوایی ایالات متحده و از ۱۹۵۹ تا ۲۰۰۷ در خدمت ناسا بوده است. بی-۵۲ به منظور حمل جنگ‌افزار هسته‌ای برای مأموریت‌های بازدارندگی در دورهٔ جنگ سرد ساخته شد و جایگزین کانویر بی-۳۶ شد.
عملکرد برتر در سرعت‌های ساب‌سونیک بالا و هزینه‌های نسبتاً پایین عملیاتی باعث شده‌اند که این بمب‌افکن‌ها علیرغم توسعهٔ بمب‌افکن‌های راهبردی پیشرفته‌تر، همچنان در خدمت باقی بمانند، مانند کانویر بی-۵۸ هاسلر با سرعت بیش از ۲ ماخ، نورث امریکن ایکس‌بی-۷۰ والکیری با سرعت ۳ ماخ، راکول بی-۱ لنسر با بال متحرک و نورثروپ گرومن بی-۲ اسپیریت رادارگریز. بی-۵۲ که تجربهٔ شرکت در چندین جنگ را دارد، فقط مهمات متعارف را در نبرد رها کرده است.
نام رسمی بی-۵۲، استراتوفورترس به ندرت استفاده می‌شود؛ این هواپیما به‌صورت غیررسمی با عنوان BUFF (Big Ugly Fat Fucker/Fella) شناخته می‌شود. ۷۶ فروند از این هواپیماها تا تاریخ ۲۰۲۴ در انبار موجود بودند؛ ۵۸ فروند توسط نیروهای فعال، ۱۸ فروند توسط نیروهای ذخیره و حدود ۱۲ فروند در ذخیره‌سازی بلندمدت در دیوید-مونتهن نگهداری می‌شود.

## توسعه

### ریشه‌ها
در ۲۳ نوامبر ۱۹۴۵، فرماندهی تجهیزات هوایی (AMC) ویژگی‌های عملکردی مورد نظر را برای یک بمب‌افکن استراتژیک جدید «قادر به انجام مأموریت استراتژیک بدون وابستگی به پایگاه‌های پیشرفته و میانی تحت کنترل سایر کشورها» صادر کرد. این هواپیما باید دارای یک خدمه متشکل از پنج یا بیشتر توپچی برجک و یک خدمه امدادی شش نفره می‌بود. لازم بود با سرعت ۳۰۰ مایل بر ساعت (۲۶۰ گره؛ ۴۸۰ کیلومتر بر ساعت) در ۳۴٬۰۰۰ فوت (۱۰٬۰۰۰ متر) با شعاع رزمی ۵٬۰۰۰ مایل (۴٬۳۰۰ مایل دریایی؛ ۸٬۰۰۰ کیلومتر). این تسلیحات باید از تعداد نامشخص ۲۰ اسلحه تشکیل می‌شد. توپ‌های میلی‌متری و ۱۰٬۰۰۰ پوند (۴٬۵۰۰ کیلوگرم) بمب. در ۱۳ فوریه ۱۹۴۶، نیروی هوایی نیروی زمینی ایالات متحده آمریکا دعوت‌نامه‌های مناقصه‌ای را برای این مشخصات صادر کرد و بوئینگ، هواپیماهای متحد و شرکت گلن ال. مارتین پیشنهاداتی را ارائه کردند.
در ۵ ژوئن ۱۹۴۶، هواپیمای بوئینگ مدل ۴۶۲، هواپیمای بال مستقیم با شش توربوپراپ رایت جی۳۷ با وزن ناخالص ۳۶۰٬۰۰۰ پوند (۱۶۰٬۰۰۰ کیلوگرم) و شعاع رزمی ۳٬۱۱۰ مایل (۲٬۷۰۰ مایل دریایی؛ ۵٬۰۱۰ کیلومتر) برنده اعلام شد. در ۲۸ ژوئن ۱۹۴۶، بوئینگ قراردادی به ارزش ۱٫۷ میلیون دلار برای ساخت یک ماکت در مقیاس کامل از XB-۵۲ جدید و انجام مهندسی و آزمایش اولیه صادر کرد. با این حال، در اکتبر ۱۹۴۶، نیروی هوایی نیروی زمینی ایالات متحده آمریکا شروع به ابراز نگرانی در مورد اندازه بزرگ هواپیمای جدید و ناتوانی آن در برآورده کردن الزامات طراحی مشخص کرد. در پاسخ، بوئینگ مدل ۴۶۴ را تولید کرد، یک نسخه چهار موتوره کوچک‌تر با ۲۳۰٬۰۰۰-پوند (۱۰۰٬۰۰۰-کیلوگرم) وزن ناخالص که به‌طور خلاصه قابل قبول تلقی شد.
متعاقباً، در نوامبر ۱۹۴۶، ژنرال کورتیس لی می، معاون رئیس ستاد هوایی برای تحقیق و توسعه، تمایل خود را برای سرعت ۴۰۰ مایل بر ساعت (۳۵۰ گره؛ ۶۴۰ کیلومتر بر ساعت) ابراز کرد که بوئینگ با ۳۰۰٬۰۰۰-پوند (۱۴۰٬۰۰۰-کیلوگرم) پاسخ داد. در دسامبر ۱۹۴۶ از بوئینگ خواسته شد که طراحی خود را به یک بمب‌افکن چهار موتوره با حداکثر سرعت ۴۰۰ مایل بر ساعت (۳۵۰ گره؛ ۶۴۰ کیلومتر بر ساعت) تغییر دهد. برد ۱۲٬۰۰۰ مایل (۱۰٬۰۰۰ مایل دریایی؛ ۱۹٬۰۰۰ کیلومتر) و توانایی حمل سلاح هسته‌ای. وزن هواپیما در مجموع می‌تواند تا ۴۸۰٬۰۰۰ پوند (۲۲۰٬۰۰۰ کیلوگرم). بوئینگ با دو مدل مجهز به توربوپراپ T۳۵ پاسخ داد. مدل ۱۶۱–۴۶۴ یک بمب‌افکن «فقط هسته ای» با ۱۰٬۰۰۰-پوند (۴٬۵۰۰-کیلوگرم) بود. محموله، در حالی که مدل ۱۷–۴۶۴ یک بمب‌افکن عمومی با ۹٬۰۰۰-پوند (۴٬۱۰۰-کیلوگرم) بود. با توجه به هزینه‌های مربوط به خرید دو هواپیمای تخصصی، نیروی هوایی نیروی زمینی ایالات متحده آمریکا مدل ۱۷–۴۶۴ را با این درک که می‌تواند برای حملات هسته‌ای تطبیق داده شود، انتخاب کرد.
در ژوئن ۱۹۴۷، الزامات نظامی به روز شد و مدل ۱۷–۴۶۴ همهٔ آن‌ها را به‌جز برد برآورده کرد. برای نیروی هوایی نیروی زمینی ایالات متحده آمریکا آشکار شده بود که حتی با عملکرد به‌روزشده، XB-۵۲ تا زمانی که وارد تولید شود، منسوخ می‌شود و پیشرفت کمی نسبت به کانویر بی-۳۶ ارائه می‌دهد. در نتیجه، کل پروژه به مدت شش ماه به تعویق افتاد. در این مدت، بوئینگ به تکمیل طراحی ادامه داد که منجر به تولید مدل ۲۹–۴۶۴ با حداکثر سرعت ۴۵۵ مایل بر ساعت (۳۹۵ گره؛ ۷۳۲ کیلومتر بر ساعت) و ۵٬۰۰۰-مایل (۸٬۰۰۰-کیلومتر) برد شد. در سپتامبر ۱۹۴۷، کمیته بمباران سنگین برای تعیین الزامات عملکرد یک بمب‌افکن هسته‌ای تشکیل شد. در ۸ دسامبر ۱۹۴۷ رسمیت یافت، این الزامات حداکثر سرعت ۵۰۰ مایل بر ساعت (۴۳۰ گره؛ ۸۰۰ کیلومتر بر ساعت) و ۸٬۰۰۰-مایل (۷٬۰۰۰-مایل-دریایی؛ ۱۳٬۰۰۰-کیلومتر) برد، بسیار فراتر از توانایی‌های ۲۹–۴۶۴ بود.

## تاریخچه
مطالعات طراحی اولیه برای بمب‌افکن سنگین بی-۵۲ در سال ۱۹۴۶ آغاز شد و در سال ۱۹۵۴ پیش‌نمونه آن برای نخستین بار پرواز کرد. این هواپیما از سال ۱۹۵۵ تاکنون به‌طور پیوسته در خدمت فعال ارتش ایالات متحده آمریکا است. تولید این هواپیما تا سال ۱۹۶۲ ادامه داشت و به ۳۵۱ فروند (شامل دو پیش‌نمونه) رسید.
در طرح اصلی گروهی ۶ نفری هدایت هواپیما را عهده‌دار بودند و تنها سلاحی که داشت یک مسلسل در بخش دم هواپیما بود. در طرح ۱۹۹۱ میلادی (۱۳۷۰ شمسی) مسلسل حذف شد و گروه نیز به ۵ نفر کاهش پیدا کرد.
آخرین بمب‌افکن بی-۵۲ با توانایی حمل بمب هسته‌ای در سال ۱۹۶۲ ساخته شد.
بین سال‌های ۲–۱۹۶۱ تعداد ۶۵ فروند از مدل بی-۵۲اچ این هواپیما با توانایی حمل و شلیک ۱۵ موشک کروز ساخته شد.

## در جنگ‌ها

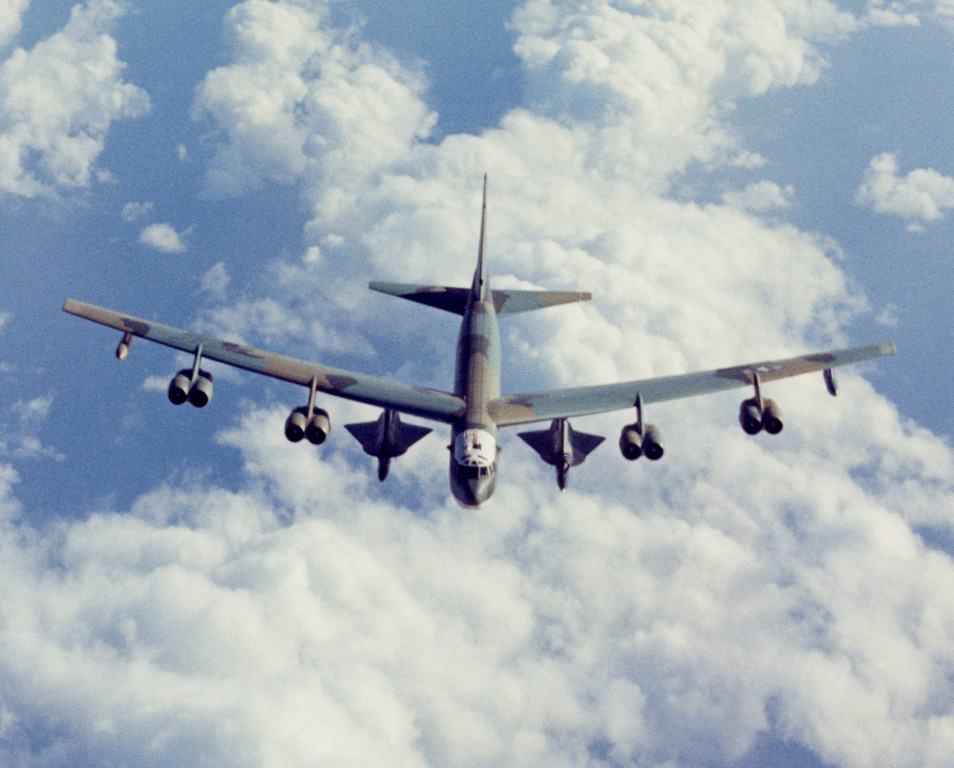
هواپیمای بی-۵۲ اچ برای حمل دو هواپیمای بدون سرنشین Lockheed D-21B ساخته شده است.

- از این هواپیما بین سال‌های ۱۹۵۵ تا ۱۹۷۵ در جنگ ویتنام استفاده شد.[۲۷]
- در سال ۱۹۶۲ در بحران موشکی کوبا این هواپیما مورد استفاده قرار گرفت. (تاکنون از این هواپیماها کلاهک اتمی پرتاب نشده است)[۲۶]
- در جریان جنگ خلیج فارس در سال ۱۹۹۱ حدود چهل درصد کل بمب‌های نیروهای ائتلاف توسط بمب‌افکن‌های بی-۵۲ شلیک شد.[۲۶][۲۷]
- در سال ۱۹۹۶ دو عدد بی-۵۲ با استفاده از ۱۳ موشک کروز هواپایه ای‌جی‌ام-۸۶ به نیروگاه برق و مراکز مخابراتی بغداد حمله کردند.[۲۶]
- در جنگ افغانستان از این هواپیما استفاده شده است.[۲۷]

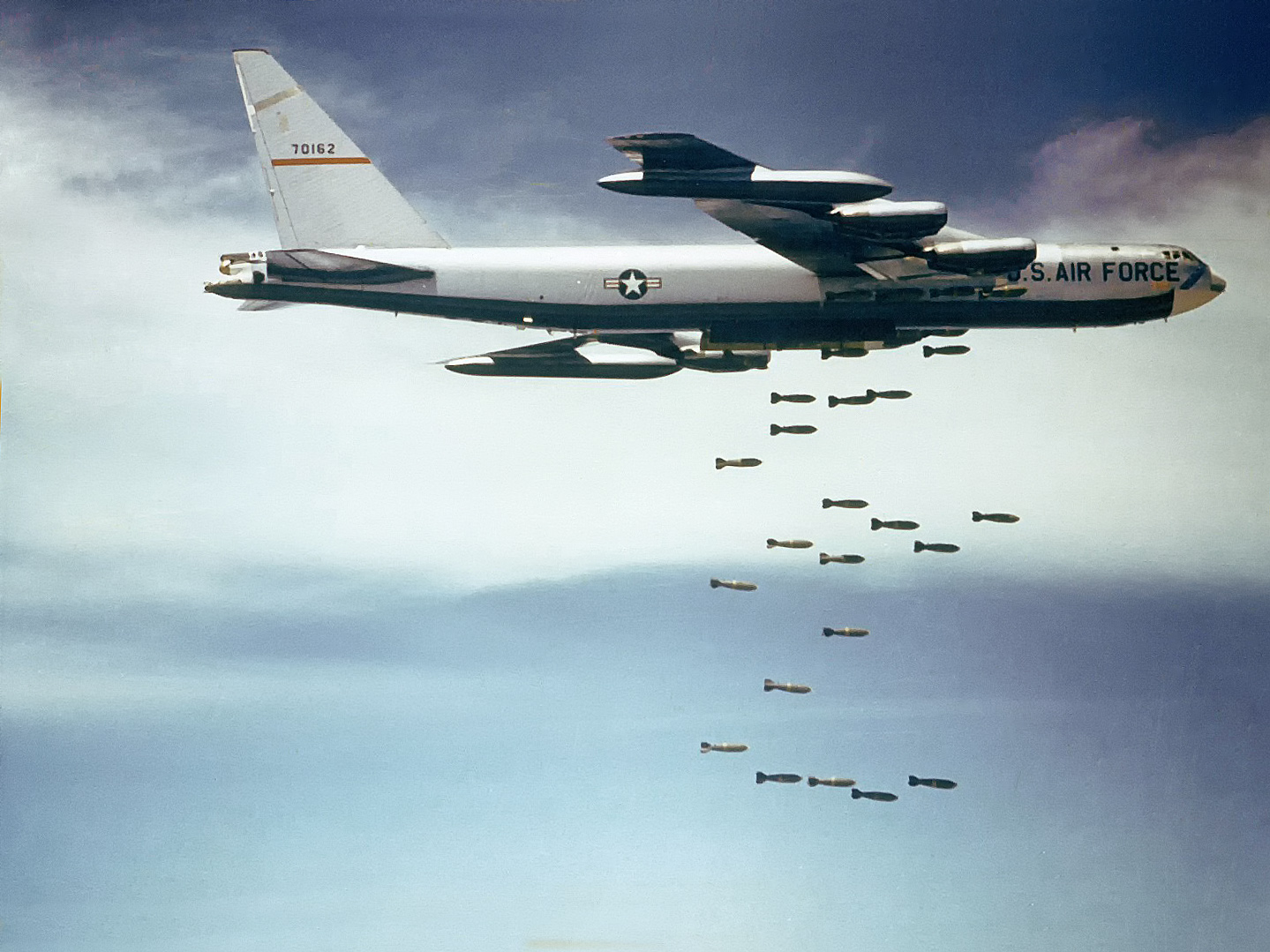
بی-۵۲ اف در حال فروریختن بمب

## توانمندی
بی-۵۲ توانایی پرواز با سرعت‌های نزدیک به سرعت صوت تا ارتفاع ۱۲ هزار متری را دارد. این هواپیما قادر به حمل بمب اتمی یا نا متعارف هدایت‌شونده و قابلیت ناوبری جهانی است. از بی-۵۲ در جنگ‌های نا متعارف برای مأموریت‌های تهاجمی استراتژیک، پشتیبانی نزدیک هوایی، و عملیات دریایی استفاده می‌شود. بی-۵۲ در مأموریت‌های پایش اقیانوس هم کارآمد است و می‌تواند به نیروی دریایی ایالات متحده آمریکا در عملیات‌های ضد کشتی و مین‌گذاری کمک کند. این هواپیما می‌تواند در طول دو ساعت ۱۶۲ هزار کیلومتر مربع از سطح اقیانوس را دیده‌بانی کند.
برد عملیاتی بی-۵۲ با سوخت کامل به بیش از ۱۲ هزار کیلومتر می‌رسد؛ در حالی‌که با سوخت‌گیری هوایی می‌تواند تا جایی که توانایی جسمی خدمه پروازی آن اجازه دهد به پرواز خود ادامه دهد. این بمب‌افکن می‌تواند که به مدت ۱۴ ساعت، بیش از ۱۲ هزار کیلومتر را بدون سوخت‌گیری مجدد پرواز کند. حمله به نیروگاه برق و مراکز مخابراتی بغداد در سال ۱۹۹۶ با برد ۲۲ هزار و ۳۰۰ کیلومتر در طول ۲۴ ساعت طولانی‌ترین مسافتی بود که تاکنون با این هواپیما در یک مأموریت جنگی پیموده شده است.
حداکثر سرعت بی-۵۲ حدود ۱۰۰۵ کیلومتر در ساعت (۰٫۸۶ ماخ) است.

### مشخصات
طول بال‌های این هواپیما ۵۶٫۴ متر، طول بدنه آن ۴۸٫۵ متر، ارتفاع آن ۱۲٫۴ متر و وزن آن ۵۳ تن است. حداکثر وزن برخاست آن ۲۱۹٫۶ تن است و می‌تواند حداکثر ۳۱٫۵ تن انواع مهمات شامل انواع بمب، موشک، مین و موشک‌های کروز را حمل کند.
قیمت هر فروند از مدل B-52 این هواپیما در سال ۱۹۵۶ ۱۴٫۴ میلیون دلار آمریکا و در ۲۰۱۶، ۷۹٫۹ میلیون دلار و مدل B-52H در سال ۱۹۶۲ ۲۸٫۹ میلیون دلار و در ۲۰۱۶ حدود ۵۷٫۸ میلیون دلار آمریکا بوده است.
پنج خدمه هواپیما شامل فرمانده، خلبان، ناوبر، مسئول رادار و افسر جنگ الکترونیک می‌شود.

### وضعیت کنونی

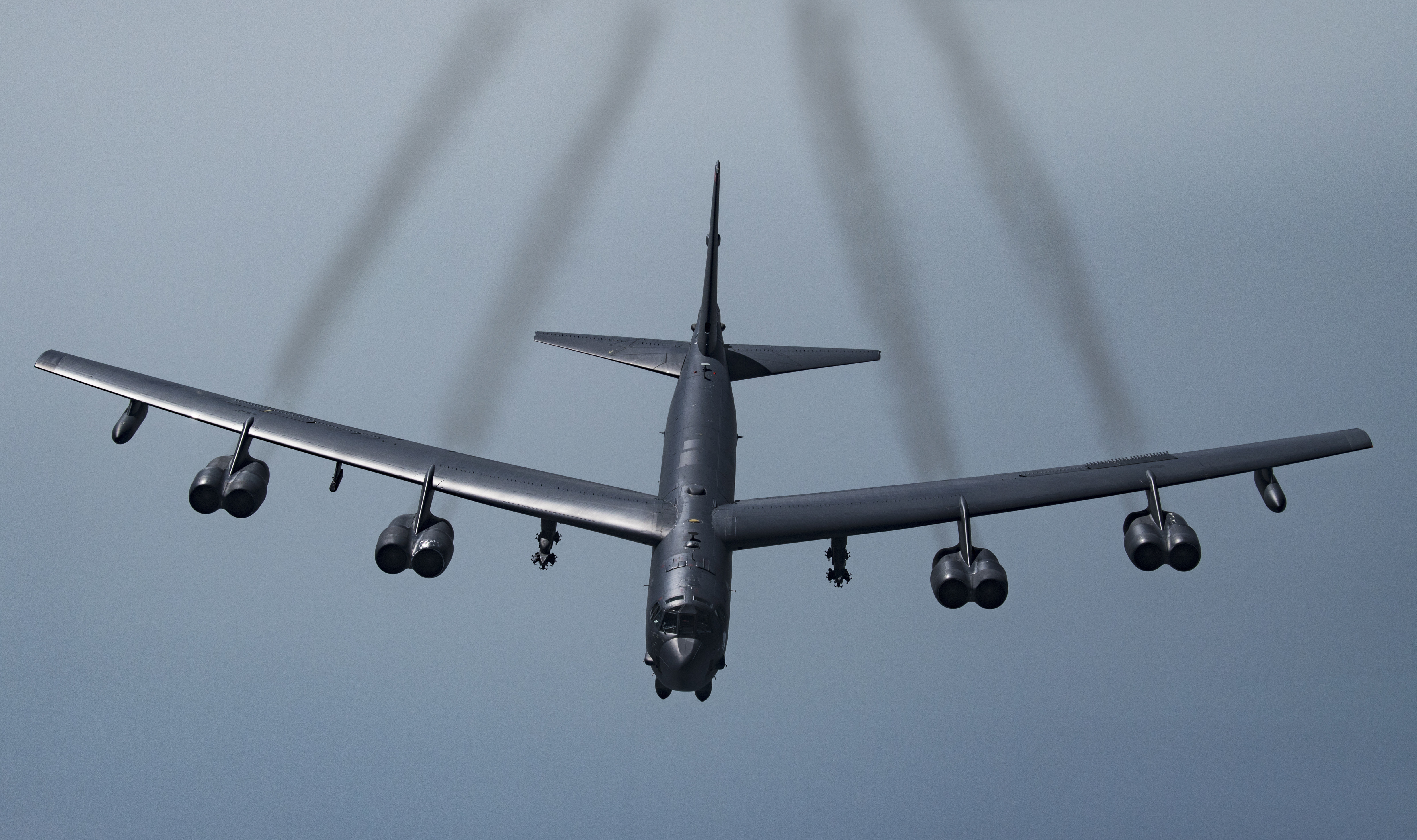
نگاره‌ای از یک فروند بمب‌افکن راهبردی بوئینگ بی-۵۲ استراتوفورترس متعلق به نیروی هوایی ایالات متحده آمریکا بر فراز خلیج فارس.

هم‌اکنون تنها مدل بی-۵۲اچ این هواپیما در خدمت نظامی است. تنها ۶۴ فروند از این هواپیما در خدمت فعال نیروی هوایی آمریکا قرار دارند و ۸ فروند در حالت ذخیره نگهداری می‌شوند.

### برنامه‌های آینده
این هواپیمای سالخورده هنوز هم در خدمت نیروی هوایی ایالات متحده قرار دارد و چندین برنامهٔ روزآمدسازی را پشت سر گذاشته است. بمب‌افکن بی-۵۲ از هشت دستگاه موتور توربوفن پرات اند ویتنی تی اف۳۳-پی-۳ (هر یک با رانش ۱۳٬۰۰۰ پاوند) نیرو می‌گیرد. ارتقای این هواپیما احتمالاً در آینده نیز ادامه خواهد داشت و به‌کارگیری موتورهای پرات اند ویتنی اف۱۱۷ یا سی اف‌ام مدل سی‌اف‌ام۵۶ از جمله موارد ارتقای مورد نظر برای آن است.
ارتش آمریکا برنامه دارد که تا سال ۲۰۳۴ از این هواپیما استفاده کند.